# Hush My Mouse
 (septembre 2024).
Si vous disposez d'ouvrages ou d'articles de référence ou si vous connaissez des sites web de qualité traitant du thème abordé ici, merci de compléter l'article en donnant les références utiles à sa vérifiabilité et en les liant à la section « Notes et références ».
Pour plus de détails, voir Fiche technique et Distribution.
Hush My Mouse est un cartoon Looney Tunes réalisé par Chuck Jones en 1946. Il met en scène Sniffles.